# Падубоцветные
Падубоцве́тные (лат. Aquifoliales) — по современной классификации APG IV порядок цветковых растений насчитывающий 5 семейств, 23 рода и 729 ботанических видов. Порядок включается в дочернюю кладу Кампанулиды, последовательно входящую в более крупные клады  Астериды → Суперастериды → Эвдикоты → Цветковые растения.

## Представители порядка
Наиболее известными растениями из этого порядка являются два вида из рода Падуб — Падуб остролистный, со времён Древнего Рима используемый в декоративных целях, и Падуб парагвайский, из листьев которого изготавливают напиток мате.

## Классификация
В системе классификации Кронквиста (1981) нет порядка Aquifoliales, как и трёх последних семейств из списка, а семейства Aquifoliaceae и Cardiopteridaceae включены в порядок Бересклетоцветные (Celastrales).
В системе классификации APG II (2003) и последующих порядок и включает пять семейств:
- Aquifoliaceae DC. ex. A.Rich. (1828) — Падубовые - 3 рода, 598 видов
- Cardiopteridaceae Blume (1847) — Кардиоптерисовые - 6 родов, 43 вида
- Helwingiaceae Decne. (1836) — Хельвингиевые, монотипное с 1 родом Хельвингия и 3 видами
- Phyllonomaceae Small (1905) — Филлономовые, монотипное с 1 родом Хельвингия и 5 видами
- Stemonuraceae (M.Roem.) Kårehed (2001) — Стемонуровые - 12 родов, 79 видов

### Таксономическое положение[1]
- Aquifoliales Senft, 1856, Lehrb. Forstl. Bot. 2: 118

Порядок Падубоцветные включается в дочернюю кладу Кампанулиды, последовательно входящую в более крупные клады  Астериды -> Суперастериды -> Эвдикоты -> Цветковые растения. Кладограмма в соответствии с Системой APG IV:
|  |                          |  |                                   | порядок Падубоцветные |  | 5 семейств |  | 23 родов |  | 729 видов |
|  |                          |  |                                   | порядок Падубоцветные |  | 5 семейств |  | 23 родов |  | 729 видов |
|  | клада Цветковые растения |  |                                   |                       |  |            |  |          |  |           |
|  |                          |  |                                   |                       |  |            |  |          |  |           |
|  |                          |  | ещё 63 порядка цветковых растений |                       |  |            |  |          |  |           |
|  |                          |  |                                   |                       |  |            |  |          |  |           |